# Miina
Miina ist ein weiblicher Vorname.

## Herkunft und Varianten
Der Name ist die finnische Kurzform von Vilhelmiina.
Weitere finnische Varianten sind Helmi, Iina, Mimmi, Minna und Vilma.

## Bekannte Namensträgerinnen
- Miina Härma (1864–1941), estnische Komponistin, Chorleiterin und Organistin
- Miina Sillanpää (1866–1952), finnische Politikerin